# ماكغراث
ماكغراث (بالإنجليزية: McGrath, Alaska) هي مدينة تقع في ولاية ألاسكا في الولايات المتحدة. تبلغ مساحة هذه المدينة 141.4 (كم²)، وترتفع عن سطح البحر 101 م، بلغ عدد سكانها 346 نسمة في عام 2010 حسب إحصاء مكتب تعداد الولايات المتحدة.

## التركيبة السكانية
حدّد مكتب تعداد الولايات المتحدة بيانات التركيبة السكانية لماكغراث في تعداد الولايات المتحدة. في ما يلي، التركيبة السكانية حسب تعدادي 2000 و2010.

### تعداد عام 2000
بلغ عدد سكان ماكغراث 401 نسمة بحسب تعداد عام 2000، وبلغ عدد الأسر 145 أسرة وعدد العائلات 99 عائلة مقيمة في المدينة. في حين سجلت الكثافة السكانية 3.2 نسمة لكل كيلومتر مربع (8.3/ميل2). وبلغ عدد الوحدات السكنية 213 وحدة بمتوسط كثافة قدره 1.7 لكل كيلومتر مربع (4.4/ميل2).
وتوزع التركيب العرقي للمدينة بنسبة 42.64% من البيض و43.89% من الأمريكيين الأصليين و0.75% من الأمريكيين ذوي الأصول الآسيوية و0.75% من الأعراق الأخرى و11.97% من عرقين مختلطين أو أكثر و1% من الهسبانيون أو اللاتينيون من أي عرق.
بلغ عدد الأسر 145 أسرة كانت نسبة 44.8% منها لديها أطفال تحت سن الثامنة عشر تعيش معهم، وبلغت نسبة الأزواج القاطنين مع بعضهم البعض 45.5% من أصل المجموع الكلي للأسر، ونسبة 11.7% من الأسر كان لديها معيلات من الإناث دون وجود شريك،  بينما كانت نسبة 11% من الأسر لديها معيلون من الذكور دون وجود شريكة وكانت نسبة 31.7% من غير العائلات. تألفت نسبة 26.9% من أصل جميع الأسر من عدة أفراد يعيشون في نفس المنزل ونسبة 4.8% كانت تتألف من شخص يعيش بمفرده يبلغ من العمر 65 عاماً أو أكثر. وبلغ متوسط حجم الأسرة المعيشية 2.77، أما متوسط حجم العائلات فبلغ 3.34.
بلغ العمر الوسطي للسكان 33.2 عاماً. وكانت نسبة 35.9% من القاطنين تحت سن الثامنة عشر، وكانت نسبة 8.5% بين الثامنة عشر والرابعة والعشرين عاماً، ونسبة 24.7% كانت واقعةً في الفئة العمرية ما بين الخامسة والعشرين والرابعة والأربعين عاماً، ونسبة 25.9% كانت ما بين الخامسة والأربعين والرابعة والستين، ونسبة 5% كانت ضمن فئة الخامسة والستين عاماً فما فوق. يوجد لكل 100 أنثى 104.6 ذكر، ويوجد لكل 100 أنثى في الثامنة عشر من عمرها فما فوق 107.3 ذكر.
بلغ متوسط دخل الأسرة في المدينة 43,056 دولارًا، أما متوسط دخل العائلة فبلغ 44,167 دولارًا. وكان متوسط دخل الذكور 41,875 دولارًا مقابل 41,389 دولارًا للإناث. وسجل دخل الفرد الخاص بالمدينة 21,553 دولارًا. وكانت نسبة 8.7% من العائلات ونسبة 9.8% من السكان تحت خط الفقر، وكان من هؤلاء نسبة 13.2% تحت سن الثامنة عشر ونسبة 17.4% في الخامسة والستين من العمر وما فوق.

### تعداد عام 2010
بلغ عدد سكان ماكغراث 346 نسمة بحسب تعداد عام 2010، وبلغ عدد الأسر 147 أسرة وعدد العائلات 89 عائلة مقيمة في المدينة. في حين سجلت الكثافة السكانية 2.8 نسمة لكل كيلومتر مربع (7.3/ميل2). وبلغ عدد الوحدات السكنية 195 وحدة بمتوسط كثافة قدره 1.6 لكل كيلومتر مربع (4.1/ميل2).
وتوزع التركيب العرقي للمدينة بنسبة 41.62% من البيض و36.71% من الأمريكيين الأصليين و0.58% من الأمريكيين ذوي الأصول الآسيوية و0.87% من سكان جزر المحيط الهادئ و0.29% من الأعراق الأخرى و19.94% من عرقين مختلطين أو أكثر و2.60% من الهسبانيون أو اللاتينيون من أي عرق.
بلغ عدد الأسر 147 أسرة كانت نسبة 31.3% منها لديها أطفال تحت سن الثامنة عشر تعيش معهم، وبلغت نسبة الأزواج القاطنين مع بعضهم البعض 44.2% من أصل المجموع الكلي للأسر، ونسبة 10.9% من الأسر كان لديها معيلات من الإناث دون وجود شريك،  بينما كانت نسبة 5.4% من الأسر لديها معيلون من الذكور دون وجود شريكة وكانت نسبة 39.5% من غير العائلات. تألفت نسبة 32.7% من أصل جميع الأسر من عدة أفراد يعيشون في نفس المنزل ونسبة 5.4% كانت تتألف من شخص يعيش بمفرده يبلغ من العمر 65 عاماً أو أكثر. وبلغ متوسط حجم الأسرة المعيشية 2.35، أما متوسط حجم العائلات فبلغ 2.98.
بلغ العمر الوسطي للسكان 39.8 عاماً. وكانت نسبة 24.3% من القاطنين تحت سن الثامنة عشر، وكانت نسبة 9.8% بين الثامنة عشر والرابعة والعشرين عاماً، ونسبة 21.7% كانت واقعةً في الفئة العمرية ما بين الخامسة والعشرين والرابعة والأربعين عاماً، ونسبة 34.1% كانت ما بين الخامسة والأربعين والرابعة والستين، ونسبة 10.1% كانت ضمن فئة الخامسة والستين عاماً فما فوق. وتوزع التركيب الجنسي للسكان بنسبة 52% ذكور و48% إناث.

## وصلات خارجية
- Community Information نسخة محفوظة 24 فبراير 2014 على موقع واي باك مشين.